# Beerput

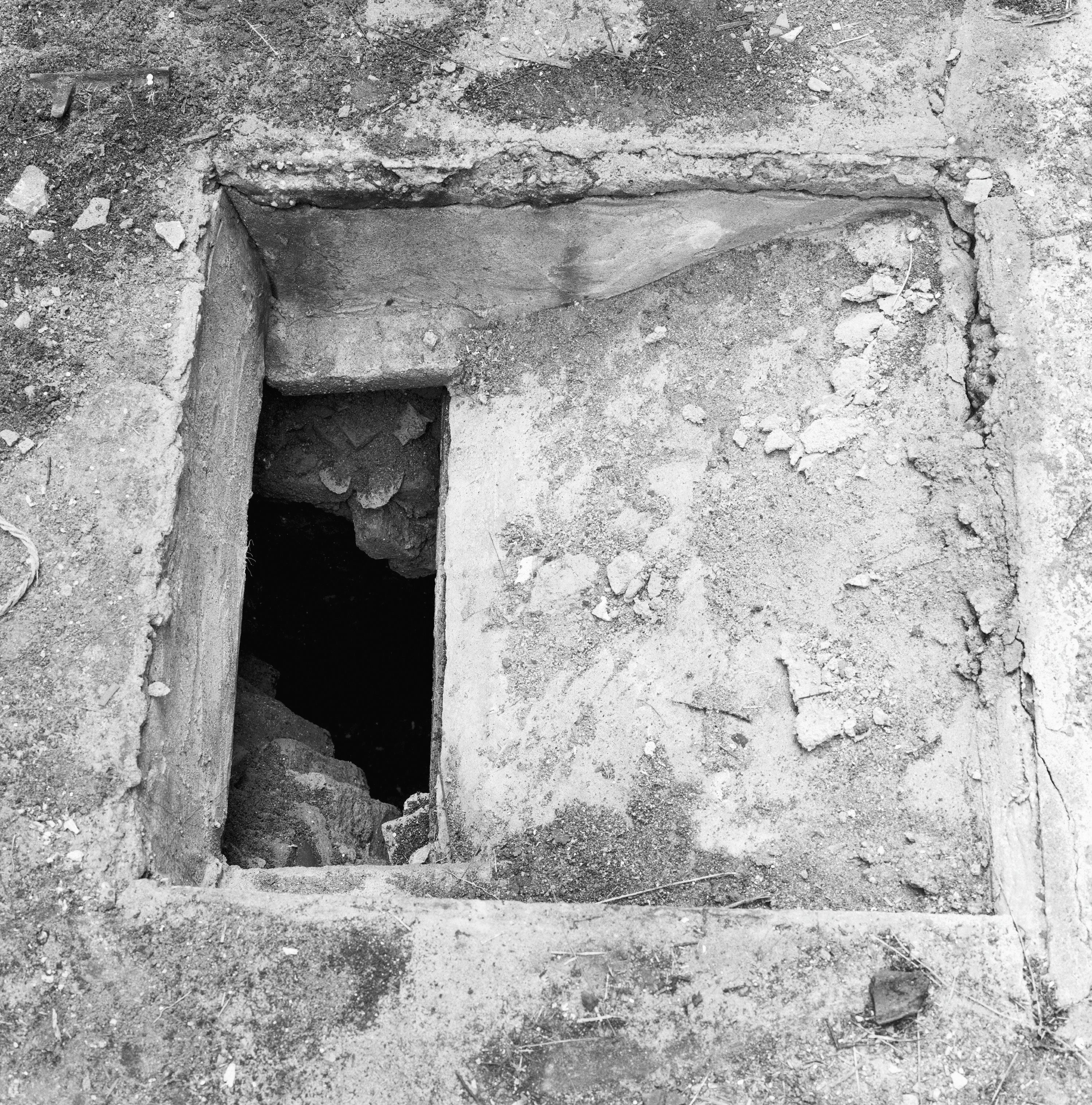
Resten van een beerput te 's-Hertogenbosch

Een beerput is een put waarin uitwerpselen opgevangen worden, zonder oogmerk van enige behandeling.
Voor gebruik van een beerput voor woningen werd vroeger boven de put een bankje met een gat aangebracht, de zogenaamde poepdoos. De beerputten werden vaak ook gebruikt om afval in te lozen. Beerputten waren algemeen in gebruik voordat er waterclosets kwamen en deze op een riolering werden aangesloten. Sinds de introductie van de riolering zijn in Europa en de Verenigde Staten beerputten in woongebieden verboden.
In Nederland en België komen desalniettemin nog woongebieden voor die niet van riolering zijn voorzien. Hier dient een septische put in plaats van een beerput gebruikt te worden. Een septische put onderscheidt zich van een beerput door het ontwerp dat een primaire behandeling van het afvalwater bevordert.
In de veeteelt worden grote beerputten nog veel gebruikt voor de opslag van gier (mest).

## Gebruik van de inhoud van de beerput

Principe van een beerput

De put moet regelmatig leeggemaakt worden. Binnen de stad werd dit in het verleden door de putjesschepper gedaan.
Op het platteland, waar de beerput ook wel gierput genoemd wordt, wordt de inhoud (beer, gier) gebruikt voor het bemesten van het land.
In het vroege voorjaar werd hiermee van oudsher door tuinders rond Utrecht winterspinazie bemest. In beer zit immers chloor, waar spinazie niet alleen goed tegen kan, maar ook nog beter van groeit. Deze beer was afkomstig uit Utrechtse beerputten en werd per schip over de rivier de Vecht aangevoerd.

## Archeologie

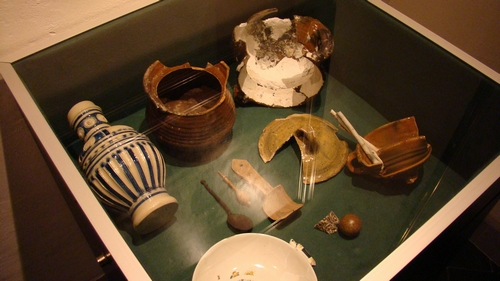
Gebruiksvoorwerpen gevonden in een beerput van het Rembrandthuis te Amsterdam

Een oude beerput is archeologisch zeer waardevol, zeker wanneer het een goed bewaarde put betreft. De beerput werd vroeger namelijk ook als een soort afvalput gebruikt waarin naast ontlasting en allerlei keukenafval ook kapotte en afgedankte gebruiksvoorwerpen van glas, aardewerk, metaal, hout, leer en textiel verdwenen. Door scherven en delen van voorwerpen zorgvuldig bij elkaar te zoeken kunnen oude en geschiedkundig waardevolle voorwerpen gereconstrueerd worden. Datering van scherven en voorwerpen maakt het mogelijk de ouderdom van een beerput vast te stellen.
Uit het gevonden afval kan veel over het dagelijks leven van vroeger worden afgeleid. Naast gebruiksvoorwerpen kan een oude beerput ook een schat aan organische resten bevatten. Ze vertellen iets over de eetgewoontes in het verleden. Hieruit kan onder andere een beeld worden geschetst van de sociale status van de bewoners.

## Overdrachtelijke betekenis van een beerput
Doordat een beerput bijzonder stinkt, wordt de benaming overdrachtelijk gebruikt voor misstanden in de maatschappij die aan het daglicht komen. 'De beerput gaat open' is een bekende uitdrukking.